# Jesús Menéndez (Cuba)
Jesús Menéndez é uma cidade do centro-leste de Cuba pertencente à província de Las Tunas.